# B̦
Cette page contient des caractères spéciaux ou non latins. S’ils s’affichent mal (▯, ?, etc.), consultez la page d’aide Unicode.
B̦ (minuscule : b̦), appelé B virgule souscrite, est un graphème utilisé dans l’écriture du lutsi et qui était utilisé dans l’écriture du yupik sibérien central de 1932 à 1937.
Il s'agit de la lettre B diacritée d'une virgule souscrite.

## Utilisation
Le B virgule souscrite ‹ B̦, b̦ › est utilisé dans l’orthographe lutsi proposée par Uldis Balodis à partir des années 2010, pour représenter une consonne occlusive bilabiale voisée palatalisée [bʲ],.

## Représentations informatiques
Le B virgule souscrite peut être représenté avec les caractères Unicode suivant :
- décomposé (latin de base, diacritiques) :

| formes    | représentations | chaînes de caractères | points de code | descriptions                                            |
| --------- | --------------- | --------------------- | -------------- | ------------------------------------------------------- |
| capitale  | B̦               | B◌̦                    | U+0042 U+0326  | lettre majuscule latine b diacritique virgule souscrite |
| minuscule | b̦               | b◌̦                    | U+0062 U+0326  | lettre minuscule latine b diacritique virgule souscrite |